# 1816年关税
1816年关税又称达拉斯关税，是美國国会通过的第一个关税法案。该法案由美國財政部長亚历山大·J·达拉斯提出，法案的目的是重点保护美国的產品。该关税法案得到美國南方各州的大力支持。法案有效期為期3年。1816年，美国关税税率达36%，1820年达到40%。